# 南野上村
南野上村（みなみのかみむら）は、和歌山県海草郡にあった村。現在の海南市の南東端、貴志川の中流左岸、亀ノ川の上流域、国道424号の沿線にあたる。

## 地理
- 山岳：宝年寺山、経塚山、黒沢山
- 河川：貴志川、亀ノ川

## 歴史
- 1889年（明治22年）4月1日 - 町村制の施行により、那賀郡次谷村・冷水村・東上谷村・西上谷村・赤沼村・海老谷村・九品寺村・野上新村の区域をもって発足。
- 1951年（昭和26年）10月1日 - 所属郡が海草郡に変更。
- 1955年（昭和30年）4月10日 - 海南市に編入。同日南野上村廃止。